# Талігр
Талігр (англ. Tiliger) — гібрид між тигром-самцем і лігрицею. Перші у світі талігри народилися 16 серпня 2007 року в інтерактивному зоопарку Гарольда Уэйна в Оклахомі.
Великі самці зростають до маси в 400 кг і 3.5 метрів в довжину, самиці — до 250 кг і 2.95 метрів в довжину. Талігри схожі на дуже великих тигрів з деякими ознаками левів.
 Вид існує тільки у зоопарках.

## Найближчі родичі
Його найближчими родичами є тигр та лев, які є предками лігра та тигролева. Коли лігр спаровується з левом — утворюється лілігр, якщо ж лігр спаровується з тигром — утворюється талігр .